# Gravitační potenciální energie
Gravitační potenciální energie je jeden z druhů mechanické energie, kterou má těleso v gravitačním poli. Jedná se o druh potenciální energie.

## Značení
- Značka: Ep
- Jednotka SI: joule, značka: J
- Další jednotky: viz Energie

## Výpočet

Rozdíl velikosti dvou potenciálních energií u stejných těles, ale s rozdílnou výškou.

### Homogenní gravitační pole
V homogenním gravitačním poli je velikost gravitační potenciální energie závislá na hmotnosti tělesa, na výšce, do které bylo zvednuto, a na gravitačním zrychlení. Velikost potenciální energie se rovná mechanické práci, která je na těleso vykonána při zvedání, přičemž nulová hodnota potenciální energie je kladena na povrch zdroje gravitačního pole. Hodnota potenciální energie je určena vztahem
{\displaystyle E_{p}=ma_{g}h\,},
kde m je hmotnost tělesa, ag je gravitační zrychlení, h je výška nad povrchem.
Potenciální energie homogenního pole je tedy nulová na povrchu, s výškou roste a v nekonečnu dosahuje nekonečně velké (kladné) hodnoty.

### Radiální gravitační pole
I v radiálním gravitačním poli je gravitační síla závislá pouze na vzdálenosti od centra gravitačního působení. Radiální gravitační pole je tedy polem centrálních sil a jedná se tedy o konzervativní pole, což umožňuje definovat v tomto poli potenciál a potenciální energii.
Pro práci sil v radiálním gravitačním poli platí výraz
{\displaystyle W=\left({\frac {1}{r_{2}}}-{\frac {1}{r_{1}}}\right)GmM},
kde {\displaystyle G} je gravitační konstanta, {\displaystyle M} je hmotnost zdroje gravitačního pole, {\displaystyle m} je hmotnost tělesa a {\displaystyle r_{1},r_{2}} označují vzdálenosti od středu gravitačního působení, ve kterých se nachází sledované těleso.

Vzhledem k tomu, že přírůstek potenciální energie je roven záporné hodnotě vykonané práce, lze potenciální energii v radiální poli zapsat jako
{\displaystyle E_{p}=-G{\frac {mM}{r}}+C},
kde {\displaystyle C} je konstanta, která se určí vhodnou volbou hodnoty potenciální energie v některém bodě prostoru. Je zvykem volit potenciální energii tak, aby její hodnota v nekonečnu byla nulová, tzn.
{\displaystyle \lim _{r\to \infty }E_{p}=0}
Z této podmínky pak pro potenciální energii radiálního gravitačního pole platí
{\displaystyle E_{p}=-G{\frac {mM}{r}}}

Pro potenciál gravitačního pole lze pak psát
{\displaystyle U=-G{\frac {M}{r}}}
kde {\displaystyle M} představuje hmotnost zdroje gravitačního pole.

Potenciální energie radiálního pole je tedy nulová v nekonečnu, se zmenšující se vzdáleností od centra gravitačního působení její hodnota klesá (do záporných hodnot) a pro {\displaystyle \lim _{r\to 0}E_{p}} dosahuje nekonečně velké (záporné) hodnoty.

### Zobecnění
V obecnějším případě je potenciální energie tělesa důsledkem působení (a prostorového rozložení) ostatních těles, která na sebe působí gravitační silou. Nulovou hladinu potenciální energie je vhodné klást do nekonečna, kde se předpokládá nulová hodnota gravitační síly. Přibližováním těles se energie snižuje (do záporných hodnot). Zvedání tělesa v gravitačním poli Země odpovídá oddalování těles, a tedy potenciální energie stoupne o hodnotu m . ag . h, kde výška h odpovídá vzdálenosti, o kterou se zvětší vzdálenost těles.

## Praktické použití
Gravitační potenciální energie (fyzikálně přesněji potenciální energie tíhová, neboť při běžném pozemském využití práci koná tíhová síla, nikoli jen její gravitační složka) je nejvýznamnější položkou v energetice pro vyrovnání výroby a spotřeby elektrické energie. K uložení energie pomocí gravitace slouží technická řešení založená na různých principech. Dosud nejběžnější je přečerpávací vodní elektrárna – v době nízké spotřeby se elektrická energie ukládá do potenciální energie vody, v době vysoké spotřeby se potenciální energie mění zpět na elektrickou. Jedná se však o řešení investičně drahé a vyžadující mnoho prostoru. Jiné principy využívají gravitační baterie se závažím na jeřábovém závěsu (jeřábové, pro větší výkony šachtové či věžové) nebo dopravující důlní vozíky s pískem.
První gravitační baterie pro běžný provoz v rozvodné síti buduje švýcarská společnost Energy Vault ve spolupráci s čínskými partnery v čínském Rudongu, nedaleko Šanghaje, a plánuje jeho připojení koncem roku 2023. Tento nový věžový systém EVx je schopen ukládat výkon 25 MW až do celkové energie 100 MWh a měl by dosahovat účinnosti (poměr vydaného výkonu ku akumulovanému v daném pracovním cyklu) přes 80 procent, čímž by porazil všechny stávající mechanické či termodynamické systémy pro ukládání energie.